# Wolfsland: 20 Stunden
20 Stunden ist ein deutscher Fernsehfilm von Cüneyt Kaya aus dem Jahr 2022. Es handelt sich um den 11. Filmbeitrag der ARD-Kriminalfilmreihe Wolfsland. Die Erstausstrahlung erfolgte am 22. Dezember 2022.

## Handlung
Butsch hat sich von seinem Verletzungen nach einem Schusswechsel erholt, weshalb er einige Zeit im Rollstuhl saß. Der Kommissar ist dabei umzuziehen und trägt mit seiner Kollegin Viola Delbrück Möbel in die neue Wohnung, als ihm sein neuer Vermieter Brasewitz mitteilt froh zu sein, einen Polizisten im Hause zu haben, weil er sich nun gleich sicherer fühlen würde. Die beiden Görlitzer Kommissare hören kurz darauf Lärm aus seiner Wohnung und gehen der Sache nach. Der Vermieter liegt mit einer Stichwunde in der Brust röchelnd am Boden und stirbt wenig später. Während sich Delbrück um Brasewitz kümmert, versucht Butsch den Täter zu fassen, aber der scheint spurlos verschwunden. Butsch ist sicher, dass er sich nur im Haus versteckt halten kann. Die Kontrolle der anderen Wohnungen bringt aber keinen Erfolg. Einzig PC-Nerd Gunnar Wendt würde ins Raster passen und Stefan Gröba. Da dieser anscheinend gerade Beweise vernichtet hat und fliehen will, wird er in Gewahrsam genommen. Am nächsten Tag erleidet er in seiner Zelle einen plötzlichen Herztod, was Dienststellenleiter Dr. Grimm sehr mitnimmt. Er hatte dessen Äußerung, herzkrank zu sein, nicht ernst genommen. Erst später stellt sich heraus, dass Gröba sich mit einer Überdosis Morphin selbst das Leben genommen hat.
Delbrück erfährt noch am Tatort von einer Mieterin, dass Brasewitz keinen Ärger mit Gröba hatte, aber mit Wendt, den wollte er am liebsten „rausschmeißen“. Die Kommissarin klingelt an Wendts Wohnungstür und als keine Antwort kommt, sieht sie sich in dessen Keller um. Zahlreiche Lebensmittel und Waffen deuten darauf hin, dass Wendt ein gewaltbereiter Prepper ist. Wendt hat sie beobachtet, überwältigt sie und bringt sie bewusstlos in seine Wohnung. Dennoch ist er zutiefst verwirrt und weiß nicht, was er nun weiter tun soll. Verängstigt ruft er jemanden an und erhofft sich Anweisungen. Als Butsch nebst Staatsanwältin im Haus nach Delbrück suchen will und an Wendts Tür klopft, bedroht dieser beide mit einer Pistole und überwältigt auch sie. Er lässt beide gefesselt in seiner Wohnung zurück und flieht mit Delbrück im Auto.
Butsch und Staatsanwältin Konzak können sich befreien und als sie sich in der Wohnung umsehen, ist ihnen klar, dass sich ihr Gegner „im Krieg“ befindet und sich mit großem Waffenarsenal und ausreichend Vorräten auf eine imaginäre „Großabrechnung“ vorbereitet. Hausbesitzer Brasewitz war ihm offensichtlich auf die Schliche gekommen, was sein Todesurteil bedeutete. Butsch und Konzak nehmen Kontakt zu Wendts Eltern auf und erhoffen sich Hinweise auf den Aufenthaltsort des Gesuchten. Butsch findet bei Wendts Vater die Bestätigung seiner Einschätzung, denn auch Wendt Senior scheint vom Leben und der Gesellschaft enttäuscht zu sein, und verteidigt die Denkweise seines Sohnes. Direkte Hinweise gibt er nicht, aber dank Konzaks guter Beobachtungs- und Kombinationsgabe ahnen sie, dass sie Wendt und Delbrück in einer Paintball-Anlage suchen müssen, wo er sich viel aufhält. Während Butsch und Konzak dem Amokläufer folgen, sind auch Wendts Eltern auf dem Weg nach Görlitz. Mit einem Trick kann Butsch Wendt überlisten und ihn festnehmen, doch als er vor dem Polizeipräsidium ankommt, haben dort bereits Wendts Eltern das Gebäude besetzt und drohen alles in die Luft zu sprengen, wenn ihr Sohn nicht umgehend freigelassen wird. In einem unbeobachteten Moment greift Dienststellenleiter Grimm zu seiner Waffe und beendet die Geiselnahme im Revier mit einem gezielten Schuss auf Clemens Wendt.

## Nebenhandlung
Butsch wird den halben Fall über von Staatsanwältin Anne Konzak begleitet, die auffallendes Interesse an dem Kommissar zu haben scheint. Während er sie anfangs als Feindin sieht, wandelt sich sein Eindruck mit der Zeit und er behandelt sie freundlicher.
Delbrücks Mutter, die dreißig Jahre als Richterin gearbeitet hat, ist unterwegs nach Görlitz und weiß zunächst nicht, in welcher Gefahr sich ihre Tochter befindet. Mit ihrer direkten Art, die Dinge zu betrachten, bringt sie Dr. Grimm in Erklärungsnot.

## Hintergrund
Die Dreharbeiten für 20 Stunden erstreckten sich unter den vorgegebenen Corona-Arbeitsschutzauflagen vom 10. März 2021 bis zum 10. April 2021 und fanden in Görlitz und Umgebung statt.

## Rezeption

### Kritiken
Tilmann P. Gangloff wertete für Tittelbach.tv: „‚20 Stunden‘ ist neunzig Minuten lang spannend, weil ‚Butsch‘ Schulz um das Leben seiner entführten Kollegin fürchtet.“ Der Film beginnt als „ganz normaler TV-Krimi, kurzweilig zwar und auch recht witzig, aber nicht weiter aufregend.“ „Was zunächst wie ein überflüssiger Handlungsappendix wirkt, wird sich später zur Tragödie entwickeln.“ „Für ein weiteres heiteres Element sorgt die Mutter der Kommissarin (Petra Zieser): Rose Delbrück lässt sich als ehemalige Richterin von den Beschwichtigungen Grimms nicht beeindrucken. Der wiederum wird zur tragischen Figur der Geschichte, denn da ist ja noch die Nebenebene mit dem zu Unrecht beschuldigten Mieter, und das ist nicht die letzte unerwartete Wendung des bildgestalterisch vorzüglich umgesetzten Buchs.“
Die Kritiker der Fernsehzeitschrift TV Spielfilm vergaben die bestmögliche Wertung (Daumen nach oben) und konstatierten: „Viola Delbrück in der Hand eines psychisch instabilen Weicheis, während ihr Butsch — mit der mit Handschellen an ihn gefesselten Staatsanwältin Konzak — hinterherjagt. Doch damit nicht genug. Als auch noch Violas resolute Mutter und ein in der Haft verstorbener Untersuchungshäftling ins Spiel kommen, nimmt ein zwanzig Stunden dauernder Albtraum seinen Lauf, der bis zum finalen Showdown die Spannung hält. Und der einmal mehr zeigt, dass das Gespann Schubert/Catterfeld zum Besten gehört, was der Donnerstags-Krimi der ARD zu bieten hat.“
Oliver Armknecht von film-rezensionen.de sah das komplett anders und meinte, es ist „bedauerlich,“ dass „schon recht früh verraten wird, wer denn hinter dem Mord steckt“ und so jegliche Spannung genommen wird. „‚Wolfsland: 20 Stunden‘ sollte ein Neuanfang für den Protagonisten sein, wenn der in eine neue Wohnung zieht. Die Schwächen der Reihe sind dabei jedoch gleich geblieben. So ist die Hauptfigur nach wie vor eine Zumutung. Da die Gegenseite diesmal fast genauso schlimm ist, fühlt sich der Fall um einen ermordeten Vermieter tatsächlich fast so lang an, wie der Titel behauptet.“
Hans Czerny schrieb bei prisma.de: „Die Sachsenkomödie [kommt] immer dann etwas unter die Räder, wenn mit der Figur des Psychopathen radikale Verschwörungstheorien verbunden sind. Das Selbstmitleid eines gemobbten Wehleidigen ist sicher eine etwas dürftige Motivation für einen Thriller, auch im Komödiengewand. Am Rande: Der Showdown mit den gaffenden Komparsen auf dem Görlitzer Marktplatz erinnert wohl nicht ganz unbeabsichtigt von Ferne ein wenig an die Geiselnahme von Gladbeck 1988.“
RND urteilte: „In den Thrillerplot werden immer wieder „komödiantische Elemente“ eingestreut, was über weite Strecken erstaunlich gut funktioniert. Allein die Verfolgungsjagden im Spielstraßentempo können trotz eindringlicher Musikuntermalung als Spannungselement nicht wirklich überzeugen. Immerhin gibt Lasse Myhr einen veritablen Bösewicht am Rande des apokalyptischen Zusammenbruchs ab, dem man jederzeit alles zutrauen muss. Allerdings versäumen es die Autoren gezielt, die Figur im rechtsradikalen Milieu zu vernetzen – was dem Stoff angesichts der jüngsten Ereignisse um den versuchten Reichsbürger-Putsch eine interessante Aktualität verliehen hätte. Der Untergangsfanatiker wird hier strikt als Einzeltäter gezeichnet, der vom antidemokratischen Geist des NVA-Offizier-Vaters (Hilmar Eichhorn) geprägt wurde und in der vermeintlich feindlich gesonnenen Gesellschaft keinen Fuß auf den Boden bekommen hat. Diese rein psychologische Erklärung wirkt an einem Handlungsort wie Görlitz, wo die AfD bei der Bundestagswahl mit 35,8 Prozent zur stärksten Partei wurde, dann doch etwas mutlos.“

### Einschaltquoten
Bei der Erstausstrahlung von Wolfsland: 20 Stunden am 22. Dezember 2022 verfolgten in Deutschland insgesamt 6,55 Millionen Zuschauer die Filmhandlung, was einem Marktanteil von 23,8 Prozent für Das Erste entsprach. In der als Hauptzielgruppe für Fernsehwerbung deklarierten Altersgruppe von 14–49 Jahren erreichte 20 Stunden 0,57 Millionen Zuschauer und damit einen Marktanteil von 9,8 Prozent in dieser Altersgruppe.